# Halimuraena hexagonata
Halimuraena hexagonata är en fiskart som beskrevs av Smith 1952. Halimuraena hexagonata ingår i släktet Halimuraena och familjen Pseudochromidae. Inga underarter finns listade i Catalogue of Life.